# Zorrino (Las aventuras de Tintín)
Zorrino es un personaje de Las aventuras de Tintín una clásica serie de cómics dibujados y escritos por Hergé.
Zorrino es un niño indígena quechua dedicado a la venta ambulante de naranjas. Tintín lo salva de un par de brutos en El templo del sol, por lo que Zorrino servirá a partir de entonces como guía de Tintín hacia el Templo del Sol. Cuando Tintín, el capitán Haddock y Zorrino son capturados por los incas, a Zorrino se le perdona la vida, pero deberá permanecer con ellos en el Templo hasta el resto de sus días. Sin embargo, cuando Tintín y el capitán Haddock son liberados, Zorrino tiene que tomar la decisión de volver a su vida normal o permanecer con los incas. Zorrino elige lo último.